# Paramyioides horrida
Paramyioides horrida är en tvåvingeart som beskrevs av Papp 2006. Paramyioides horrida ingår i släktet Paramyioides och familjen sprickflugor.
Artens utbredningsområde är Thailand. Inga underarter finns listade i Catalogue of Life.